# Łyżwiarstwo szybkie na Zimowej Uniwersjadzie 2017
Łyżwiarstwo szybkie na Zimowej Uniwersjadzie 2017 odbyło się w dniach 31 stycznia – 6 lutego w Ałmaty.
Łyżwiarstwo szybkie powróciło po czteroletniej przerwie. Odbyło się po raz dwudziesty szósty na Uniwersjadzie.
Do zdobycia było 14 złotych medali.

## Zestawienie medalistów

### Kobiety
| Data              | Godzina     | Konkurencja    | Złoto                 | Srebro          | Brąz                  |
| ----------------- | ----------- | -------------- | --------------------- | --------------- | --------------------- |
| 2 lutego 2017     | 12:25 UTC+6 | 500 m          | Kim Hyun-yung         | Arisa Tsujimoto | Aleksandra Kaczurkina |
| 4 lutego 2017     | 11:00 UTC+6 | 1000 m         | Aleksandra Kaczurkina | Kim Hyun-yung   | Jekatierina Ajdowa    |
| 31 stycznia 20137 | 11:00 UTC+6 | 1500 m         | Aleksandra Kaczurkina | Nana Takahashi  | Jekatierina Ajdowa    |
| 1 lutego 2017     | 11:00 UTC+6 | 3000 m         | Maryna Zujewa         | Nana Takahashi  | Jelena Sochriakowa    |
| 3 lutego 2017     | 11:00 UTC+6 | 5000 m         | Maryna Zujewa         | Nene Sakai      | Lim Jung-soo          |
| 5 lutego 2017     | 11:00 UTC+6 | Bieg drużynowy | Korea Południowa      | Rosja           | Japonia               |
| 6 lutego 2017     | 13:00 UTC+6 | Bieg masowy    | Anna Pristałowa       | Nene Sakai      | Jun Ye-jin            |

### Mężczyźni
| Data             | Godzina     | Konkurencja    | Złoto            | Srebro                    | Brąz                |
| ---------------- | ----------- | -------------- | ---------------- | ------------------------- | ------------------- |
| 1 lutego 2017    | 15:50 UTC+6 | 500 m          | Cha Min-kyu      | Koto Nakao                | Kim Young-jin       |
| 3 lutego 2017    | 14:00 UTC+6 | 1000 m         | Cha Min-kyu      | Martjin Renier van Oosten | Ryu Kosaka          |
| 2 lutego 2017    | 14:10 UTC+6 | 1500 m         | Kirył Gołubiew   | Martjin Renier van Oosten | Junya Miwa          |
| 31 stycznia 2017 | 13:30 UTC+6 | 5000 m         | Davide Ghiotto   | Seitaro Ichinohe          | Linus Heidegger     |
| 4 lutego 2017    | 13:30 UTC+6 | 10 000 m       | Davide Ghiotto   | Masahito Obayashi         | Moon Hyun-woong     |
| 5 lutego 2017    | 11:50 UTC+6 | Bieg drużynowy | Korea Południowa | Japonia                   | Holandia            |
| 6 lutego 2017    | 13:20 UTC+6 | Bieg masowy    | Seitaro Ichinohe | Lee Jin-yeong             | Aleksandr Razorenow |

## Klasyfikacja medalowa
| Miejsce | Państwo          | złoto | srebro | brąz | Razem |
| ------- | ---------------- | ----- | ------ | ---- | ----- |
| 1.      | Korea Południowa | 5     | 2      | 5    | 12    |
| 2.      | Rosja            | 4     | 1      | 2    | 7     |
| 3.      | Białoruś         | 2     | 0      | 0    | 2     |
| 3.      | Włochy           | 2     | 0      | 0    | 2     |
| 5.      | Japonia          | 1     | 9      | 3    | 13    |
| 6.      | Holandia         | 0     | 2      | 1    | 3     |
| 7.      | Kazachstan       | 0     | 0      | 2    | 2     |
| 8.      | Austria          | 0     | 0      | 1    | 1     |

## Wyniki

### Mężczyźni

#### 500 metrów
| Miejsce | Zawodnik                  | Reprezentacja    | Czas  | Strata |
| ------- | ------------------------- | ---------------- | ----- | ------ |
| złoto   | Cha Min-kyu               | Korea Południowa | 70.40 | –      |
| srebro  | Koto Nakao                | Japonia          | 70.76 | +0.35  |
| brąz    | Kim Young-jin             | Korea Południowa | 71.13 | +0.72  |
| 4.      | Tatsuya Shinhama          | Japonia          | 71.42 | +1.01  |
| 5.      | Kim Jun-ho                | Korea Południowa | 71.44 | +1.03  |
| 6.      | Takuya Goto               | Japonia          | 71.48 | +1.08  |
| 7.      | Roman Krech               | Kazachstan       | 71.72 | +1.32  |
| 8.      | Yuto Fujino               | Japonia          | 71.91 | +1.51  |
| 9.      | Artiom Krikunow           | Kazachstan       | 72.24 | +1.84  |
| 10.     | Martjin Renier van Oosten | Holandia         | 72.51 | +2.10  |
| ...     |                           |                  |       |        |
| 33.     | Wojciech Sut              | Polska           | 77.52 | +7.12  |

#### 1000 metrów
| Miejsce | Zawodnik                  | Reprezentacja    | Czas    | Strata |
| ------- | ------------------------- | ---------------- | ------- | ------ |
| złoto   | Cha Min-kyu               | Korea Południowa | 1:09.56 | -      |
| srebro  | Martjin Renier van Oosten | Holandia         | 1:10.12 | +0.56  |
| brąz    | Ryu Kosaka                | Japonia          | 1:10.58 | +1.02  |
| 4.      | Kirył Gołubiew            | Rosja            | 1:10.59 | +1.03  |
| 5.      | Yuto Fujino               | Japonia          | 1:10.69 | +1.13  |
| 6.      | Kim Young-jin             | Korea Południowa | 1:10.71 | +1.15  |
| 7.      | Kim Jun-ho                | Korea Południowa | 1:10.76 | +1.20  |
| 8.      | Roman Krech               | Kazachstan       | 1:10.94 | +1.38  |
| 9.      | Wiktor Łobas              | Rosja            | 1:10.99 | +1.43  |
| 10.     | Stanisław Pałkin          | Kazachstan       | 1:11.19 | +1.63  |
| ...     |                           |                  |         |        |
| 35.     | Wojciech Sut              | Polska           | 1:16.70 | +7.14  |

#### 1500 metrów
| Miejsce | Zawodnik                  | Reprezentacja    | Czas    | Strata |
| ------- | ------------------------- | ---------------- | ------- | ------ |
| złoto   | Kirył Gołubiew            | Rosja            | 1:49.30 | -      |
| srebro  | Martjin Renier van Oosten | Holandia         | 1:49.53 | +0.23  |
| brąz    | Junya Miwa                | Japonia          | 1:49.61 | +0.31  |
| 4.      | Seitaro Ichinohe          | Japonia          | 1:49.69 | +0.39  |
| 5.      | Ryu Kosaka                | Japonia          | 1:49.70 | +0.40  |
| 6.      | Oh Hyun-min               | Korea Południowa | 1:50.37 | +1.07  |
| 7.      | Wiktor Łobas              | Rosja            | 1:50.41 | +1.11  |
| 8.      | Daniła Bobyr              | Rosja            | 1:50.74 | +1.44  |
| 9.      | Lee Jin-yeong             | Korea Południowa | 1:50.77 | +1.47  |
| 10.     | Moon Hyun-woong           | Korea Południowa | 1:51.00 | +1.70  |
| ...     |                           |                  |         |        |
| 14.     | Marcin Bachanek           | Polska           | 1:52.37 | +3.07  |
| 31.     | Szymon Edward Pałka       | Polska           | 1:56.70 | +7.40  |
| 37.     | Wojciech Sut              | Polska           | 1:59.74 | +10.44 |

#### 5000 metrów
| Miejsce | Zawodnik                 | Reprezentacja    | Czas    | Strata |
| ------- | ------------------------ | ---------------- | ------- | ------ |
| złoto   | Davide Ghiotto           | Włochy           | 6:51.64 | –      |
| srebro  | Seitaro Ichinohe         | Japonia          | 6:52.94 | +1.30  |
| brąz    | Linus Heidegger          | Austria          | 6:55.46 | +3.82  |
| 4.      | Masahito Obayashi        | Japonia          | 7:05.05 | +13.41 |
| 5.      | Shohya Ogawa             | Japonia          | 7:11.94 | +20.30 |
| 6.      | Jacob Gerard Vreugdenhil | Holandia         | 7:12.50 | +20.86 |
| 7.      | Moon Hyun-woong          | Korea Południowa | 7:16.61 | +24.97 |
| 8.      | Aleksandr Razorenow      | Rosja            | 7:18.13 | +26.49 |
| 9.      | Marcin Bachanek          | Polska           | 7:20.48 | +28.84 |
| 10.     | Oh Hyun-min              | Korea Południowa | 7:21.00 | +29.36 |
| ...     |                          |                  |         |        |
| 16.     | Michał Ostaszewski       | Polska           | 7:26.92 | +35.28 |
| 22.     | Szymon Edward Pałka      | Polska           | 7:45.11 | +53.47 |

#### 10 000 metrów
| Miejsce | Zawodnik            | Reprezentacja    | Czas     | Strata |
| ------- | ------------------- | ---------------- | -------- | ------ |
| złoto   | Davide Ghiotto      | Włochy           | 13:48.12 | –      |
| srebro  | Masahito Obayashi   | Japonia          | 14:24.95 | +36.83 |
| brąz    | Moon Hyun-woong     | Korea Południowa | 14:26.00 | +37.88 |
| 4.      | Shohya Ogawa        | Japonia          | 14:27.96 | +39.84 |
| 5.      | Linus Heidegger     | Austria          | 14:32.72 | +44.60 |
| 6.      | Marcin Bachanek     | Polska           | 14:55.40 | +67.28 |
| 7.      | Artur Sergijenko    | Kazachstan       | 15:01.33 | +73.21 |
| 8.      | Aliaksej Kirpicznik | Białoruś         | 15:02.82 | +74.70 |
| 9.      | Kim Doh-young       | Korea Południowa | 15:03.76 | +75.64 |
| 10.     | Michał Ostaszewski  | Polska           | 15:04.76 | +76.64 |
| ...     |                     |                  |          |        |
| DNF.    | Daniel Tyłka        | Polska           |          |        |

#### Bieg drużynowy
| Miejsce | Zawodnicy                                                                                | Reprezentacja    |
| ------- | ---------------------------------------------------------------------------------------- | ---------------- |
| złoto   | Lee Jin-yeong, Moon Hyun-woong, Oh Hyun-min                                              | Korea Południowa |
| srebro  | Seitaro Ichinohe, Junya Miwa, Shohya Ogawa                                               | Japonia          |
| brąz    | Gerwin Pieter Coljé, Olof Gerritsen, Ronald Marinus Ligtenberg, Jacob Gerard Vreugdenhil | Holandia         |
| 4.      | Dasitu’er Tu’ersonghan, Wang Shiwei, Zhu Jiayao                                          | Chiny            |
| 5.      | Fiedor Mezenciew, Dmitrij Morozow, Stanisław Pałkin, Artur Sergijenko                    | Kazachstan       |
| 6.      | Ignat Golowaciuk, Anton Kapuscin, Aliaksej Kirpicznik                                    | Białoruś         |
| 7.      | Daniła Bobyr, Wiktor Łobas, Aleksandr Razorenow, Iwan Sołoduchin                         | Rosja            |
| 8.      | Marcin Bachanek, Michał Ostaszewski, Wojciech Sut                                        | Polska           |

#### Bieg masowy
| Miejsce | Zawodnik            | Reprezentacja    | Punkty  |
| ------- | ------------------- | ---------------- | ------- |
| złoto   | Seitaro Ichinohe    | Japonia          | 65      |
| srebro  | Lee Jin-yeong       | Korea Południowa | 40      |
| brąz    | Aleksandr Razorenow | Rosja            | 20      |
| 4.      | Alessio Trentini    | Włochy           | 13      |
| 5.      | Thomas Meline       | Francja          | 6       |
| 6.      | Robin Gruben        | Norwegia         | 3       |
| 7.      | Oh Hyun-min         | Korea Południowa | 9:06.62 |
| 8.      | Davide Ghiotto      | Włochy           | 9:06.65 |
| 9.      | Shohya Ogawa        | Japonia          | 9:11.38 |
| 10.     | Linus Heidegger     | Austria          | 9:13.93 |
| ...     |                     |                  |         |
| 13.     | Marcin Bachanek     | Polska           | 9:32.12 |

### Kobiety

#### 500 metrów
| Miejsce | Zawodniczka           | Reprezentacja    | Czas  | Strata |
| ------- | --------------------- | ---------------- | ----- | ------ |
| złoto   | Kim Hyun-yung         | Korea Południowa | 77.83 | –      |
| srebro  | Arisa Tsujimoto       | Japonia          | 78.52 | +0.69  |
| brąz    | Aleksandra Kaczurkina | Rosja            | 78.71 | +0.87  |
| 4.      | Jekatierina Ajdowa    | Kazachstan       | 78.84 | +1.00  |
| 5.      | Rio Yamada            | Japonia          | 79.25 | +1.41  |
| 6.      | Sha Yuning            | Chiny            | 79.40 | +1.57  |
| 7.      | Nam Ye-won            | Korea Południowa | 79.67 | +1.84  |
| 8.      | Dione Voskamp         | Holandia         | 79.80 | +1.96  |
| 9.      | Julia Kozyriewa       | Rosja            | 79.88 | +2.05  |
| 10.     | Miku Asano            | Japonia          | 79.90 | +2.07  |
| ...     |                       |                  |       |        |
| 14.     | Andżelika Wójcik      | Polska           | 80.50 | +2.67  |
| 20.     | Aleksandra Kapruziak  | Polska           | 82.81 | +4.97  |

#### 1000 metrów
| Miejsce | Zawodniczka           | Reprezentacja    | Czas    | Strata |
| ------- | --------------------- | ---------------- | ------- | ------ |
| złoto   | Aleksandra Kaczurkina | Rosja            | 1:19.10 | –      |
| srebro  | Kim Hyun-yung         | Korea Południowa | 1:19.19 | +0.09  |
| brąz    | Jekatierina Ajdowa    | Kazachstan       | 1:19.53 | +0.43  |
| 4.      | Yukari Matsuzawa      | Japonia          | 1:20.26 | +1.16  |
| 5.      | Arisa Tsujimoto       | Japonia          | 1:20.55 | +1.45  |
| 6.      | Rio Yamada            | Japonia          | 1:20.83 | +1.73  |
| 7.      | Qu Yi                 | Chiny            | 1:21.09 | +1.99  |
| 8.      | Aveline Hijlkema      | Holandia         | 1:21.30 | +2.20  |
| 9.      | Andżelika Wójcik      | Polska           | 1:21.52 | +2.42  |
| 10.     | Linda Bortolotti      | Włochy           | 1:21.92 | +2.82  |
| ...     |                       |                  |         |        |
| 16.     | Aleksandra Kapruziak  | Polska           | 1:23.67 | +4.57  |

#### 1500 metrów
| Miejsce | Zawodniczka           | Reprezentacja    | Czas    | Strata |
| ------- | --------------------- | ---------------- | ------- | ------ |
| złoto   | Aleksandra Kaczurkina | Rosja            | 2:06.20 | –      |
| srebro  | Nana Takahashi        | Japonia          | 2:06.35 | +0.15  |
| brąz    | Jekatierina Ajdowa    | Kazachstan       | 2:06.58 | +0.38  |
| 4.      | Nene Sakai            | Japonia          | 2:07.98 | +1.78  |
| 5.      | Andżelika Wójcik      | Polska           | 2:08.06 | +1.86  |
| 6.      | Jun Ye-jin            | Korea Południowa | 2:09.28 | +3.08  |
| 7.      | Aveline Hijlkema      | Holandia         | 2:09.32 | +3.12  |
| 8.      | Arisa Tsujimoto       | Japonia          | 2:10.03 | +3.83  |
| 9.      | Park Cho-won          | Korea Południowa | 2:10.06 | +3.86  |
| 10.     | Rio Yamada            | Japonia          | 2:10.14 | +3.94  |
| ...     |                       |                  |         |        |
| 23.     | Aleksandra Kapruziak  | Polska           | 2:13.91 | +7.71  |
| 24.     | Urszula Włodarczyk    | Polska           | 2:14.17 | +7.97  |
| 27.     | Angelika Fudalej      | Polska           | 2:15.24 | +9.04  |

#### 3000 metrów
| Miejsce | Zawodniczka        | Reprezentacja    | Czas    | Strata |
| ------- | ------------------ | ---------------- | ------- | ------ |
| złoto   | Maryna Zujewa      | Białoruś         | 4:18.26 | –      |
| srebro  | Nana Takahashi     | Japonia          | 4:27.68 | +9.42  |
| brąz    | Jelena Sochriakowa | Rosja            | 4:27.89 | +9.63  |
| 4.      | Nene Sakai         | Japonia          | 4:28.38 | +10.12 |
| 5.      | Tatjana Klimczuk   | Kazachstan       | 4:28.92 | +10.66 |
| 6.      | Aveline Hijlkema   | Holandia         | 4:31.53 | +13.27 |
| 7.      | Willemijn Cnossen  | Holandia         | 4:31.63 | +13.37 |
| 8.      | Ai Furusho         | Japonia          | 4:33.44 | +15.18 |
| 9.      | Anastazija Zujewa  | Rosja            | 4:34.11 | +15.85 |
| 10.     | Jun Ye-jin         | Korea Południowa | 4:36.73 | +18.47 |
| ...     |                    |                  |         |        |
| 15.     | Angelika Fudalej   | Polska           | 4:40.88 | +22.62 |
| DNF.    | Urszula Włodarczyk | Polska           |         |        |

#### 5000 metrów
| Miejsce | Zawodniczka        | Reprezentacja    | Czas    | Strata |
| ------- | ------------------ | ---------------- | ------- | ------ |
| złoto   | Maryna Zujewa      | Białoruś         | 7:20.11 | –      |
| srebro  | Nene Sakai         | Japonia          | 7:35.14 | +15.03 |
| brąz    | Lim Jung-soo       | Korea Południowa | 7:49.09 | +28.98 |
| 4.      | Nana Takahashi     | Japonia          | 7:52.26 | +32.15 |
| 5.      | Ai Furusho         | Japonia          | 7:52.90 | +32.79 |
| 6.      | Anastazija Zujewa  | Rosja            | 7:53.41 | +33.30 |
| 7.      | Jelena Sochriakowa | Rosja            | 7:55.87 | +35.76 |
| 8.      | Angelika Fudalej   | Polska           | 7:59.65 | +39.54 |
| 9.      | Tatjana Klimczuk   | Kazachstan       | 8:01.79 | +41.68 |
| 10.     | Aveline Hijlkema   | Holandia         | 8:03.54 | +43.43 |

#### Bieg drużynowy
| Miejsce | Zawodniczki                                                                   | Reprezentacja    |
| ------- | ----------------------------------------------------------------------------- | ---------------- |
| złoto   | Jun Ye-jin, Lim Jung-soo, Nam Jie-un, Park Cho-won                            | Korea Południowa |
| srebro  | Ołesia Czerniega, Jelena Sochriakowa, Anastazija Zdrawkowa, Anastazija Zujewa | Rosja            |
| brąz    | Ai Furusho, Nene Sakai, Nana Takahashi, Mai Yamada                            | Japonia          |
| 4.      | Linda Bortolotti, Giulia Lollobrigida, Gloria Malfatti                        | Włochy           |
| 5.      | Willemijn Cnossen, Aveline Hijlkema, Sanne Westerveld                         | Holandia         |
| 6.      | Angelika Fudalej, Aleksandra Kapruziak, Urszula Włodarczyk, Andżelika Wójcik  | Polska           |

#### Bieg masowy
| Miejsce | Zawodniczka         | Reprezentacja    | Punkty   |
| ------- | ------------------- | ---------------- | -------- |
| złoto   | Anna Pristałowa     | Rosja            | 68       |
| srebro  | Nene Sakai          | Japonia          | 40       |
| brąz    | Jun Ye-jin          | Korea Południowa | 21       |
| 4.      | Anna Muzyka         | Ukraina          | 8        |
| 5.      | Giulia Lollobrigida | Włochy           | 5        |
| 6.      | Ellia Smeding       | Wielka Brytania  | 3        |
| 7.      | Willemijn Cnossen   | Holandia         | 1        |
| 8.      | Wu Dan              | Chiny            | 1        |
| 9.      | Aveline Hijlkema    | Holandia         | 10:45.56 |
| 10.     | Marte Vatn          | Norwegia         | 10:51.89 |
| ...     |                     |                  |          |
| DNF.    | Andżelika Wójcik    | Polska           |          |
| DNS.    | Angelika Fudalej    | Polska           |          |